# Coniopteryx ceylonica
Coniopteryx ceylonica är en insektsart som beskrevs av Meinander 1982. Coniopteryx ceylonica ingår i släktet Coniopteryx och familjen vaxsländor. Inga underarter finns listade i Catalogue of Life.